# Texopis
Texopis är en ort i Mexiko.   Den ligger i kommunen Tamazunchale och delstaten San Luis Potosí, i den sydöstra delen av landet, 200 km norr om huvudstaden Mexico City. Texopis ligger 399 meter över havet och antalet invånare är 234.
Terrängen runt Texopis är kuperad österut, men västerut är den bergig. Terrängen runt Texopis sluttar österut. Runt Texopis är det ganska tätbefolkat, med 56 invånare per kvadratkilometer. Närmaste större samhälle är Tamazunchale, 4,5 km nordost om Texopis. I omgivningarna runt Texopis växer huvudsakligen savannskog.